# Francesco Zucchetti
Francesco Zucchetti (14 de abril de 1902 – 8 de fevereiro de 1980) foi um ciclista profissional italiano. Nos Jogos Olímpicos de 1924, em Paris, na França, Zucchetti participou na prova de perseguição por equipes, junto com Angelo De Martini, Alfredo Dinale e Aurelio Menegazzi, ganhando a medalha de ouro, superando as equipes polonesa e belga.